# اعتدال بزرگ

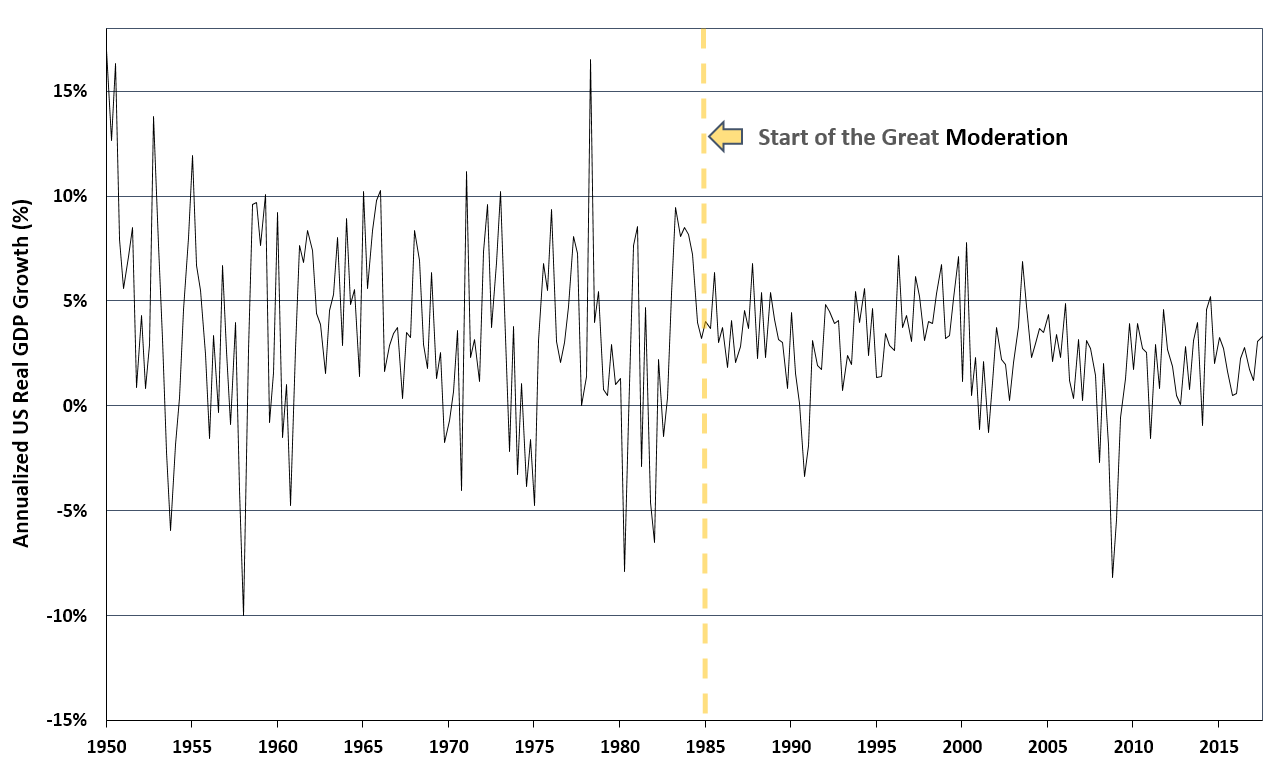
رشد سالانه تولید ناخالص داخلی واقعی ایالات متحده از ۱۹۵۰ تا ۲۰۱۶

اعتدال بزرگ (انگلیسی: Great Moderation) دوره ای است که از اواسط دهه ۱۹۸۰ تا ۲۰۰۷ شروع می‌شود و با کاهش تلاطم نوسانات چرخه تجارت در کشورهای پیشرفته در مقایسه با دهه‌های گذشته روبرو می‌شود. اعتقاد بر این است که این موضوع به دلیل تغییرات نهادی و ساختاری، به ویژه در سیاست‌های بانک مرکزی، در نیمه دوم قرن بیستم ایجاد شده‌است.
در اواسط دهه ۱۹۸۰ متغیرهای عمده اقتصادی مانند رشد واقعی تولید ناخالص داخلی، تولید صنعتی، اشتغال ماهانه و نرخ بیکاری نوساناتشان شروع به کاهش کردند. در دوران اعتدال بزرگ، دستمزدهای واقعی و قیمت‌های مصرف‌کننده افزایششان متوقف شد و ثابت ماند، در حالی که نرخ بهره روند صعودی خود را برعکس کرد و شروع به کاهش کرد. این دوره همچنین شاهد افزایش زیادی در بدهی خانوار و قطبی سازی در اقتصاد بود، زیرا ثروت ثروتمندان به‌طور قابل توجهی رشد می‌کرد، در حالی که طبقه متوسط و فقیر عمیقاً در بدهی قرار می‌گرفتند.
بن برنانک و دیگران در بانک مرکزی ایالات متحده (بانک فدرال) ادعا می‌کنند که اعتدال بزرگ در درجه اول به دلیل استقلال بیشتر بانک‌های مرکزی در برابر تأثیرات سیاسی و مالی است که به آنها اجازه داده‌است با تدابیری مانند پیروی از قانون تیلور از ثبات اقتصاد کلان پیروی کنند. . علاوه بر این، اقتصاددانان بر این باورند که فناوری اطلاعات و انعطاف‌پذیری بیشتر در شیوه‌های کار به افزایش ثبات اقتصاد کلان کمک کرده‌است.
این اصطلاح در سال ۲۰۰۲ توسط جیمز استاک و مارک واتسون برای توصیف کاهش مشاهدات در نوسانات چرخه تجاری ابداع شد. بحثی در مورد این است که آیا اعتدال بزرگ در اواخر دهه ۲۰۰۰ با بحران اقتصادی و مالی به پایان رسید، یا اینکه فراتر از این تاریخ با ناهنجاری بحران ادامه یافت.